# مجسم
في الهندسة الفراغية، نعرّف الشكل المجسم، أو ببساطة المجسم، عمومًا على أنه مجموعة النقاط الموجودة داخل جزء مغلق من الفراغ. ونريد أيضًا، بطبيعة الحال، أن يكون للسطح الذي يحد المجسم مساحة منتهية، وأن يكون حجم المجسم أيضًا منتهيًا.
بعض الأمثلة على المجسمات الشائعة هي متوازيات الوجوه (خاصة المكعبات)، ورباعي الوجوه، والكرات المصمتة، والأسطوانات الدورانية، والمخاريط وحتى الأهرام المربعة.
يُعتبر المجسم كائنًا طبيعيًا في بيئتنا، ولهذا السبب من الصعب جدًا تقديم تعريف دقيق لها.

بالنسبة للفيزيائي:
بالنسبة لإقليدس (الكتاب الحادي عشر):
بالنسبة للايبنتس (1679):
نحن نخلط عمومًا بين المجسم وحدودها، لذلك غالبًا ما نجد نفس الاسم للمجسم وللسطح الذي يحدها. فقط بالنسبة للكرة نواجه تمييزًا بين الكرة (السطح) والكرة المصمتة (المجسم).